# Örebro södra
Örebro södra (Södra station, Örebro Södra, Örebro S) – stacja kolejowa w Örebro, w regionie Örebro, w Szwecji. Posiada swój własny kod stacji Öb. Stacja znajduje się w południowej części Örebro, pomiędzy Östra Bangatan i Svartå bangata. Znaczenie stacji jest znacznie mniejsze niż Örebro centralstation.
Została otwarta w 1887.

## Linie kolejowe
- Godsstråket genom Bergslagen